# Glocknerwand
Glocknerwand är en bergsrygg i Österrike. Den ligger i den centrala delen av landet, 300 km väster om huvudstaden Wien. Den högsta punkten på Glocknerwand är Hofmannspitze som ligger 3 722 meter över havet.
Den högsta punkten i närheten är Österrikes högsta berg, Grossglockner, 3 798 meter över havet, 1,3 km sydost om Glocknerwand.  Närmaste större samhälle är Matrei in Osttirol, 14,6 km sydväst om Glocknerwand. 